# GR 3
El GR 3 o Sender Central de Catalunya és un sender de gran recorregut que transcorre per diverses comarques de l'interior de Catalunya. El recorregut projectat, que encara no ha estat completament realitzat, preveu que aquest sender tingui un traçat circular que uneixi Lleida amb Tremp, la Seu d'Urgell, Sant Joan de les Abadesses, Manresa, Solsona i Tàrrega, entre moltes altres poblacions catalanes.
Aquest sender va ser homologat el 1992. Quan estigui completat tindrà una distància de prop de 800 km, dels quals uns 500 km ja han estat senyalitzats. Per al tram que va de l'Estany a Tàrrega, 227 km, n'existeix una guia editada per la FEEC i Senders de Catalunya el 1995. Té una sola variant, el GR 3-1 que va de Manresa a Cardona passant per Súria.

## Traçat
Començant a Lleida i seguint el traçat circular en el sentit de les agulles del rellotge, el GR 3 segueix l'itinerari següent:
De Lleida a la Seu d'UrgellAquest tram encara està en fase de projecte, però està previst que passi per les poblacions de Lleida, Balaguer, Castelló de Farfanya, Àger, Tremp, la Pobla de Segur, Gerri de la Sal, Solans, Castellbò, la Seu d'Urgell.
De la Seu d'Urgell al coll de PalAquest tram segueix de prop el traçat del GR 150. És un tram amb grans desnivells, ja que el traçat s'enfila als contraforts septentrionals de la Serra del Cadí per després baixar cap a la plana de la Cerdanya. El paisatge és típic d'alta muntanya i part del recorregut passa pel Parc Natural del Cadí-Moixeró. Des d'Alp, el camí ascendeix fins al coll de Pal (2.106 m) que és el punt més alt de tota la ruta. Itinerari: La Seu d'Urgell, Alàs, Vilanova de Banat, Santuari del Boscal, Ansovell, Cava, el Querforadat, Estana, Santuari de Bastanist, Montellà, Pi, Bellver de Cerdanya, Riu de Cerdanya, Urús, Das, Alp, la Masella - coll de Pal.
Del coll de Pal a Sant Joan de les AbadessesDel coll de Pal, es continua en direcció est per la Serra de Montgrony, passant per les Fonts del Llobregat, a Castellar de n'Hug. Un altre indret interessant és el Santuari de Montgrony, construït en un espadat i amb impressionants vistes de la vall. Segons la llegenda, és aquí on el mític comte Arnau va reunir els seus vassalls per a lluitar contra els sarraïns. L'itinerari continua cap a Sant Joan de les Abadesses, on hi ha un important monestir romànic del segle IX. Aquí s'enllaça amb el GR 1. Itinerari: Coll de Pal, Castellar de n'Hug, Santuari de Montgrony, Sant Pere d'Aüira, Campdevànol, Sant Julià de Saltor, Sant Joan de les Abadesses.
De Sant Joan de les Abadesses a ManresaAquí la direcció general del traçat gira cap al sud allunyant-se progressivament de la serralada del Pirineu. Queden encara alguns desnivells importants a superar, com són la Serra de Puig d'Estela, la Serra de Milany i la Serra de Bellmunt. A destacar el Puig de l'Obiol, a 1.544 m d'altitud. El camí puja i baixa contínuament passant d'una serra a la següent. Creua el riu Ter per Sant Quirze de Besora i puja fins a la Mare de Déu dels Munts (1.059 m). A partir d'aquí, els desnivells són menors i el traçat rarament supera els 1.000 m d'altitud. L'itinerari segueix la carena de muntanyes que separen la Plana de Vic de l'altiplà del Lluçanès fins a Sant Bartomeu del Grau. Continua cap al Moianès i, en arribar al poble de l'Estany, enllaça amb el GR 177, que torna a trobar a Moià i encara una altra vegada a Monistrol de Calders. A continuació travessa el Pla de Bages d'est a oest passant per Manresa. És aquesta una regió densament poblada on el camí creua contínuament importants vies de comunicació. A Manresa, es troben La Seu, la Cova de Sant Ignasi i el Pont Vell sobre el riu Cardener. Itinerari: Sant Joan de les Abadesses - coll de la Font de n'Orri - Vallfogona de Ripollès, Milany, Puig de l'Obiol, Vidrà - Coll d'Hi-era-de-massa - Sant Quirze de Besora, Santuari dels Munts, Santa Llúcia de Sobremunt, Sant Bartomeu del Grau - Alboquers - Caraüll - Sant Feliuet de Terrassola, l'Estany, Puig Rodó, Moià, Vall de Marfà, Monistrol de Calders, Navarcles, Sant Fruitós de Bages, Manresa.
De Manresa a SolsonaSegueix ara el camí en direcció nord-oest passant per les Torres de Fals i cap a la Serra de Castelltallat. Petites poblacions disperses ocupen aquesta part del recorregut fins a arribar a Cardona, on es troba la important fortalesa medieval del Castell de Cardona. Abans d'entrar a Cardona, el GR passa pel costat de la Muntanya de Sal, antigament explotada com a mina de sal i actualment una atracció turística. Seguint el Cardener riu amunt arriba al pantà de Sant Ponç, on se separa del riu per dirigir-se cap a Solsona. A Solsona enllaça amb el GR 7. Itinerari: Manresa, Sant Joan de Vilatorrada, Torres de Fals, Castelltallat - Claret de Cavallers - Salo, Cardona, Clariana de Cardener, pantà de Sant Ponç, Solsona.
De Solsona a FulledaEl GR 3 deixa Solsona en direcció sud-oest per dirigir-se a Ponts a través d'un terreny escassament poblat. De Ponts continua cap a Agramunt, on creua el Canal d'Urgell i el riu Sió. Franqueja la Serra d'Almenara (459 m) i segueix cap a Tàrrega i continua cap al sud fins a trobar el riu Corb a Guimerà. Segueix un tram la vall del riu fins a Rocafort de Vallbona. A Vallbona de les Monges enllaça amb el GR 175 i a Senan amb el GR 171. Abans d'arribar a la Serra del Tallat, gira cap a l'oest i entra a Fulleda. Itinerari: Solsona - Castellvell, Madrona, Santes Creus de Bordell, Vilanova de l'Aguda, Ponts, Oliola, Claret, la Donzell, Agramunt, lo Pilar d'Almenara, Santa Maria de Montmagastrell, Claravalls, Altet, Tàrrega, Verdú, Guimerà, Ciutadilla, Nalec, Rocafort de Vallbona, Vallbona de les Monges, els Omells de na Gaia, Senan, Fulleda.
De Fulleda a LleidaAquest tram encara no està completat, però està previst que passi per les poblacions de Fulleda - les Borges Blanques, Aspa, Alfés i Lleida.

## Variants
GR 3-1 (40 km): Manresa - Sant Joan de Vilatorrada - Súria - el Palà de Torroella - Cardona